# メラニー・マーコスキー
メラニー・マーコスキー（Melanie Merkosky、1986年4月7日 - ）は、カナダの女優。

## 出演作品
- ジョン・ウォーターズ in DEATH13
- アメリカン・パイ in ハレンチ・マラソン大会（ナタリー）